# Maria Romanowa (1907–1951)
Maria Kiriłłowna Romanowa (ur. 2 lutego 1907, zm. 25 października 1951) – wielka księżna Rosji.
Maria Kiriłłowna była najstarszą córką wielkiego księcia Cyryla i Wiktorii Melity Koburg. Maria urodziła się w Coburgu, ponieważ jej rodzice musieli opuścić Rosję – nie uzyskali zgody cara Mikołaja II na ślub. Nazywana była Marie, to francuska wersja jej imienia, albo po rosyjsku Masza. Po babce Marii Aleksandrownej odziedziczyła blond włosy i niebieskie oczy. Jej rodzina wróciła do Rosji przed I wojną światową, ale musieli ponownie opuścić kraj z powodu Rosyjskiej Rewolucji.
Razem z rodzicami zamieszkała we francuskim Saint-Briac-sur-Mer. W 1924 odwiedziła swoją ciotkę Marię, królową Rumunii, a tam podobno flirtowała z zięciem jednej z dam dworu. Jej piętnastoletnia siostra cioteczna księżniczka Ileana Rumuńska rozpuściła plotki o tym romansie, kiedy Maria Kiriłowna wróciła do domu – to spowodowało zaostrzenie relacji między królową Marią a matką Marii Kiriłownej – Wiktorią Melitą. 14 lutego 1925 roku Maria Kiriłowna wyszła za mąż za Fryderyka Karola (ur. 13 lutego 1898, zm. 2 sierpnia 1946), księcia Leiningen. Miała z nim siedmioro dzieci, z których najmłodsze zmarło w czasie II wojny światowej. Jej mąż został siłą wcielony do armii niemieckiej, a pod koniec wojny trafił do sowieckiej niewoli. Zmarł z głodu w obozie koncentracyjnym w 1946. Maria została z sześciorgiem dzieci i bez pieniędzy. Zmarła na atak serca w 1951, pięć lat po swoim mężu.

## Dzieci
- Emich Cyryl Ferdynand Hermann (18 października 1926 – 30 października 1991)
- Karol Włodzimierz Ernest Henryk (2 stycznia 1928 – 28 września 1990)
- Kira Melita Feodora Maria Wiktoria Aleksandra (18 lipca 1930 – 24 września 2005)
- Małgorzata Ileana Wiktoria (9 maja 1932 – 16 czerwca 1996)
- Matylda Aleksandra (ur. 2 stycznia 1936)
- Fryderyk Wilhelm Berthold (18 czerwca 1938 – 29 sierpnia 1998)
- Piotr Wiktor (23 grudnia 1942 – 12 stycznia 1943)